# Torre Diso

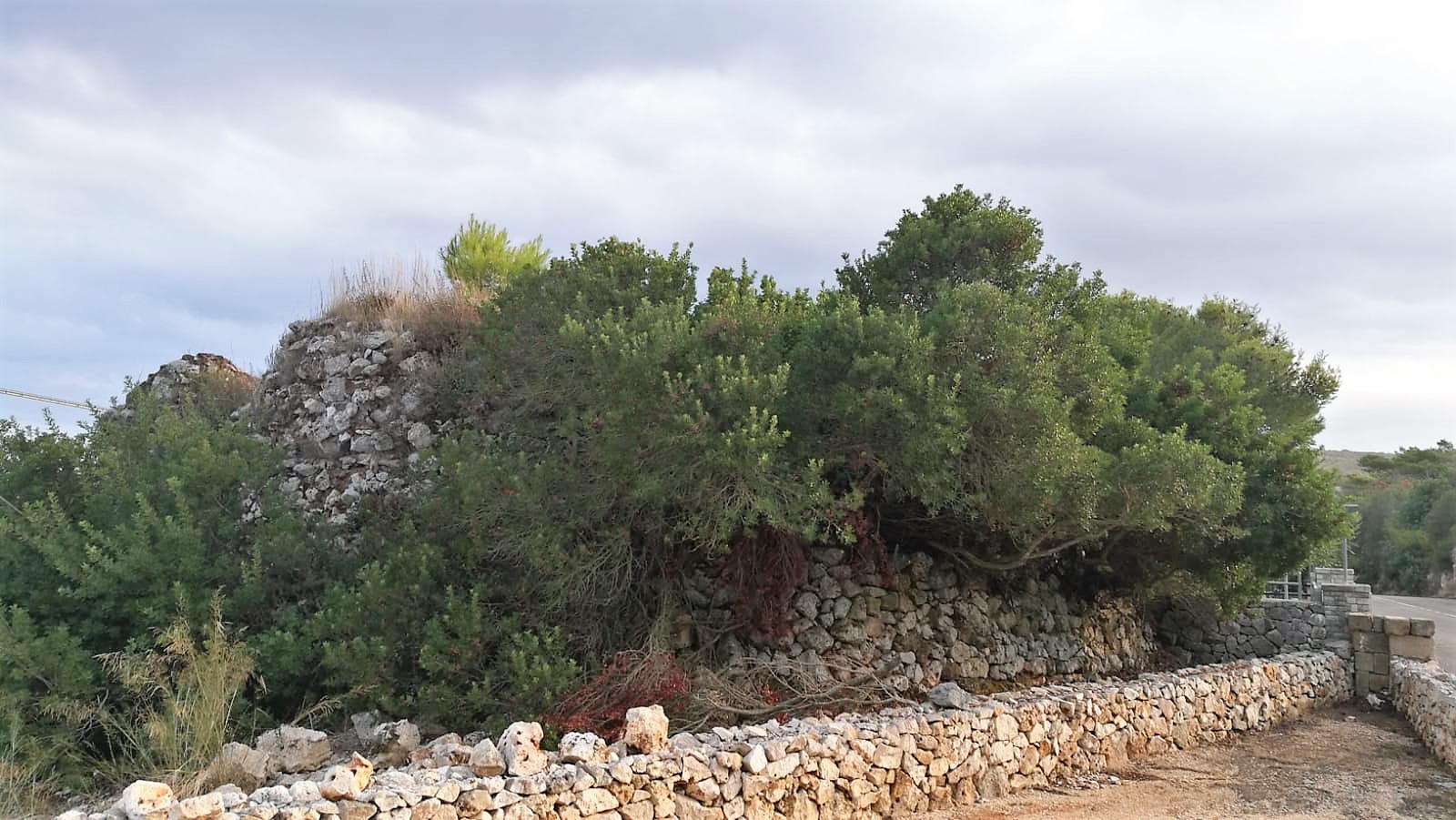
Il rudere di Torre Diso oggi

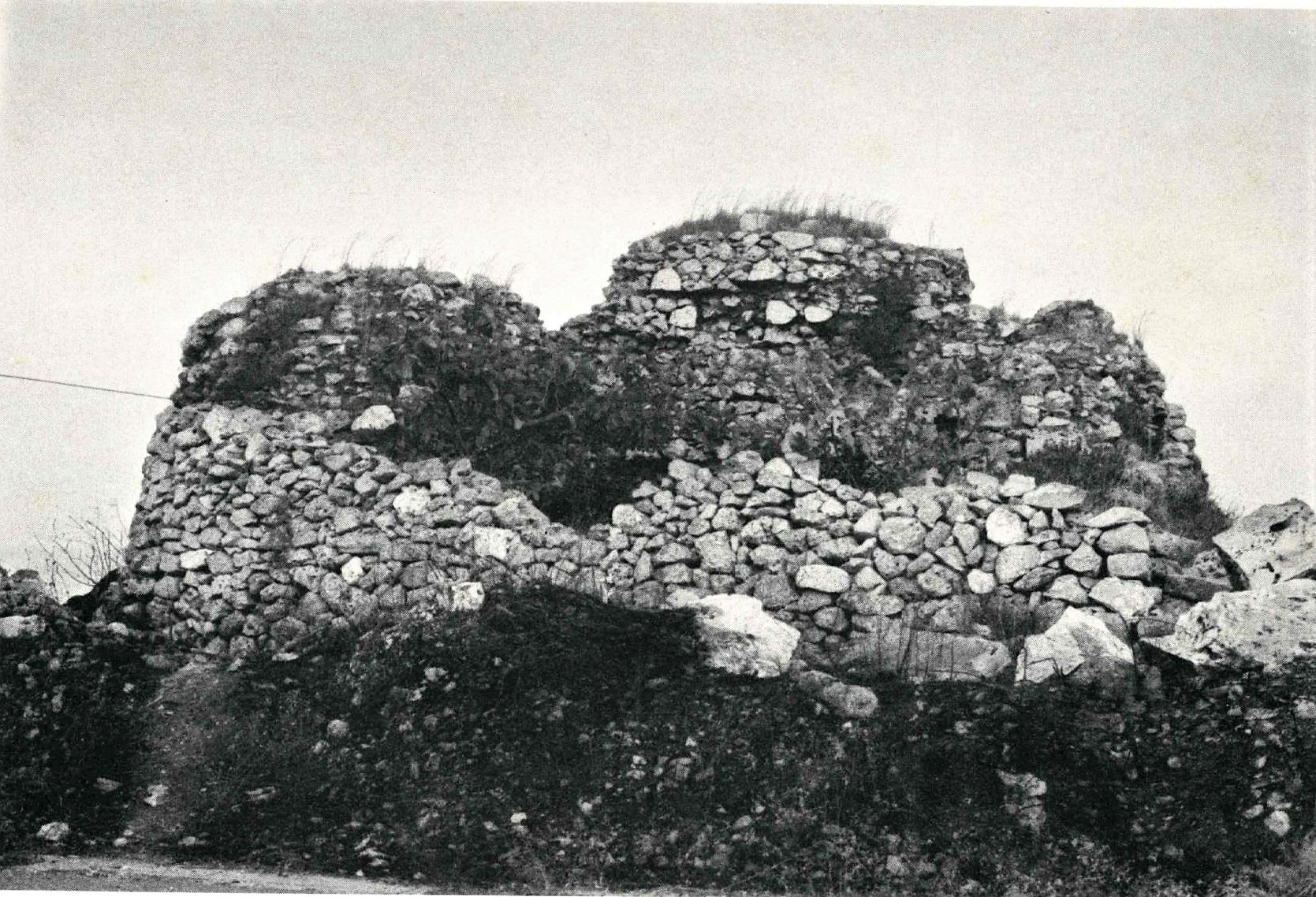
Torre Diso fotografata da Pispico nel 1976, vista dalla strada con il lato monte scomparso in primo piano, rimpiazzato da un muretto a secco; apprezzabile il lato mare che si presentava all'epoca molto più alto ma crollò negli anni '90.

Torre Diso è una torre costiera posta sul litorale del Salento nel comune di Castro. Fu edificata nel XVI Secolo e rientra nel grande sistema delle torri costiere del Salento. Prende il nome dalla vicina cittadina di Diso. È situata in Via Superpanoramica a Castro Marina su di una scogliera, a circa 40 metri sul livello del mare. Oggi ciò che rimane della torre è ormai un rudere.
La torre comunicava visivamente a Sud con Torre Capo Lupo (o Torre di Marittima) e a Nord con le fortificazioni di Castro. Con ogni probabilità Torre Diso è il primo edificio mai costruito a Castro Marina.

## Storia

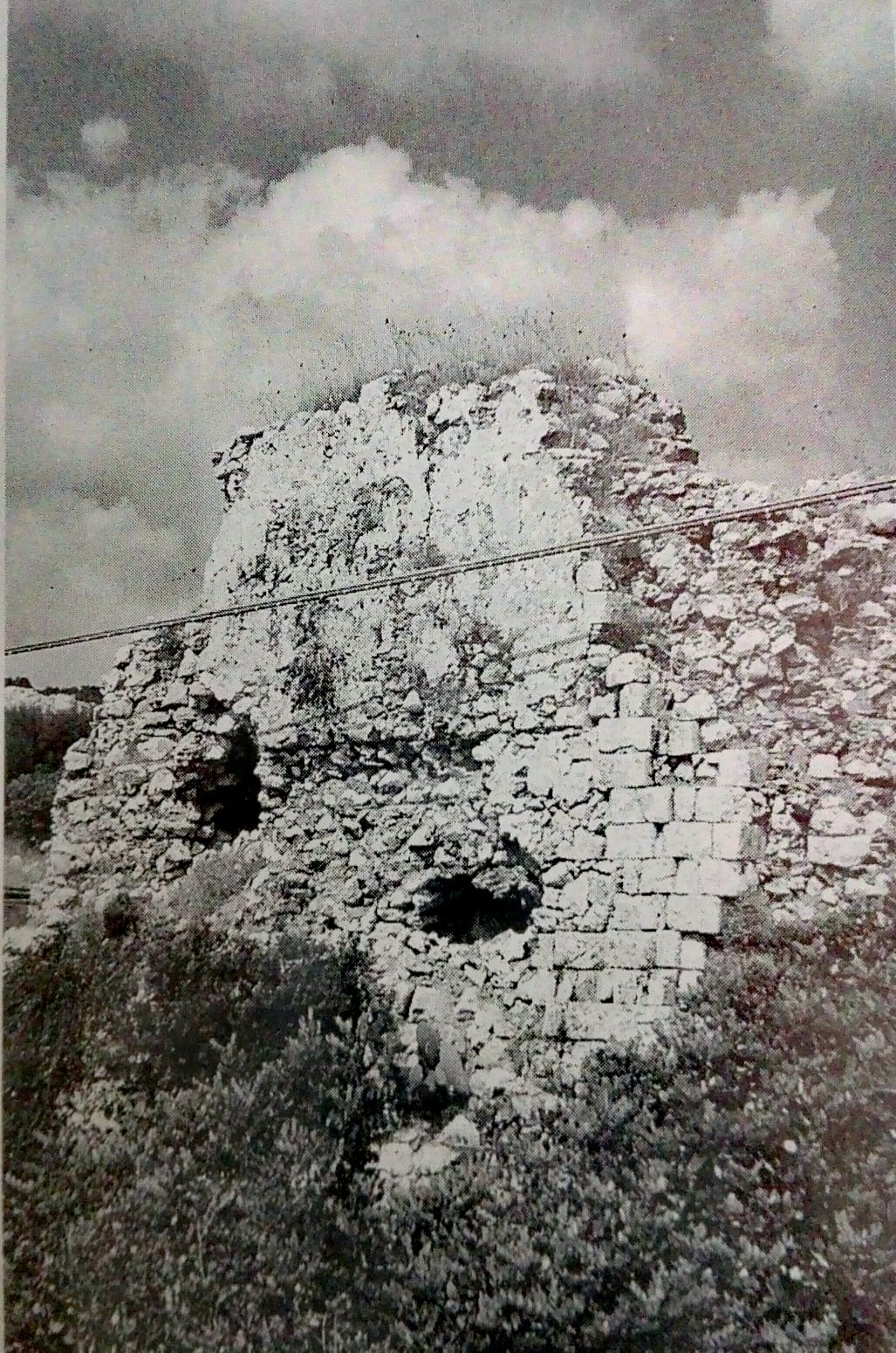
Torre Diso come appare nel libro Guida di Castro di Vittorio Boccadamo, anni '90.

Nella cartografia antica, Torre Diso subisce alcune variazioni di nome: “Torre della Casa”, “Torre della Cala” o “della Cala del Cubo”, dunque “Torre de Diso”. Nelle antiche pubblicazioni del XVII secolo, Scipione Mazzella (1601) ed Enrico Bacco Alemanno (1629) la indicano col nome di “Torre della Casa del Rio”.
Nel 1537 e nel 1573, la Città di Castro, al tempo Contea e Diocesi, fu assediata, brutalmente saccheggiata e distrutta, in entrambe le occasioni, dalle armate turche. Da quel momento in poi, passarono secoli prima che Castro potesse riprendersi. “I pochi abitanti superstiti vissero tra le rovine delle antiche fortezze, nel ricordo soltanto della passata grandezza” (Boccadamo).
A conferma della gravità del momento storico, il Regno di Napoli decise di aumentare il numero delle torri costiere presenti sul territorio. Queste nuove torri, cosiddette tipiche del Regno, furono costruite prevalentemente nel decennio 1565-1575, in seguito all'Orden General di Pedro Afán de Ribera. Torre Diso era una di queste.
In un documento del 1580, riportato dal Cosi (1989) e dal De Salve (2016), risulta che, “il maestro Cesare Schero di Lecce, il 2 giugno 1580 rilascia procura al figlio Pietro Angelo per riscuotere presso la generale Tesoreria di questo Regno, quanto gli è dovuto per le fabbriche da lui eseguite nella città di Otranto ed in altri luoghi e segnatamente nella torre sita nel territorio di Diso”.

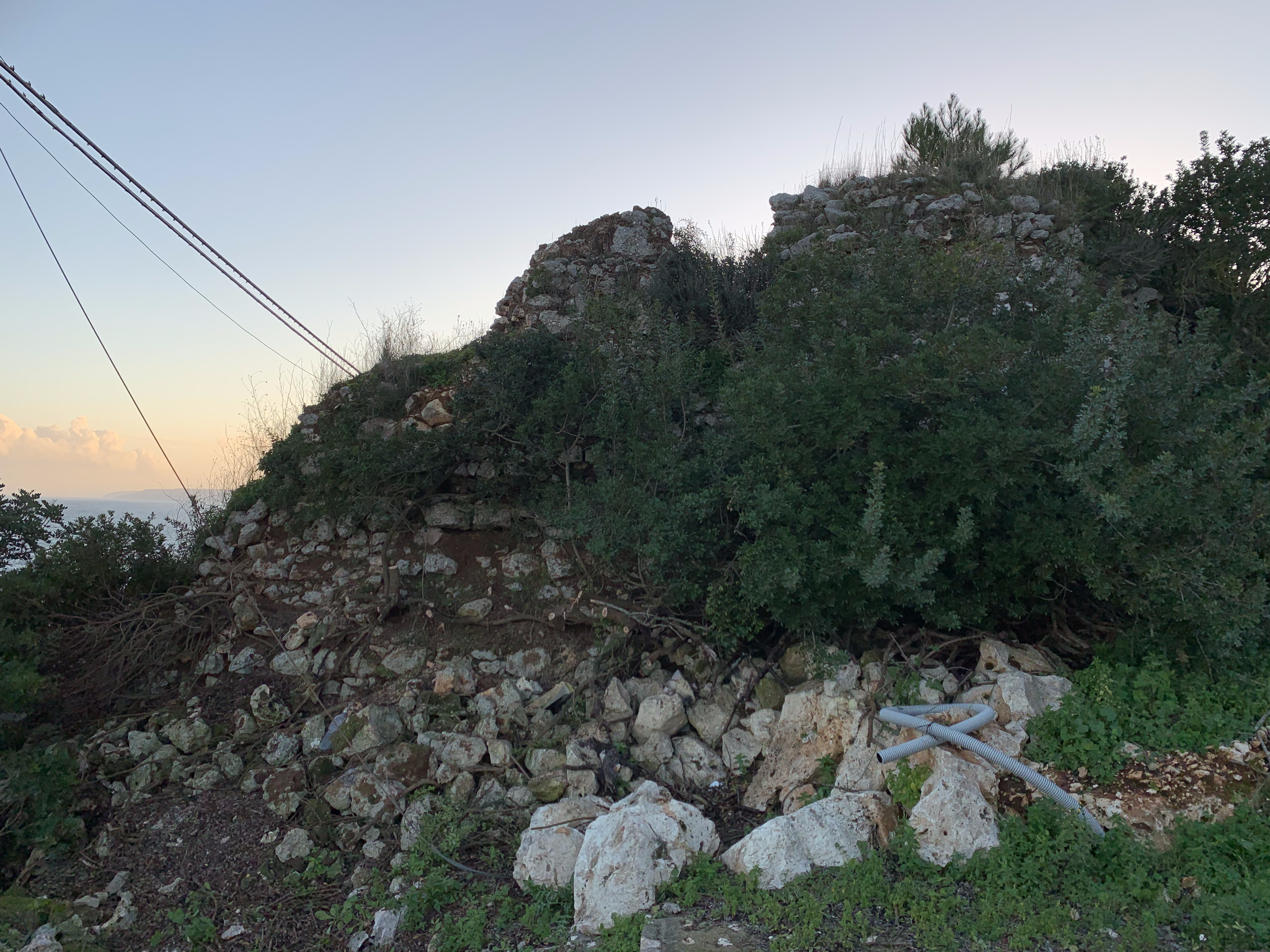
Rudere di Torre Diso, lato nord

Il Cosi (1989) e Boccadamo (1994) riportano un ulteriore documento che narra una peculiare vicenda. “Lo Spagnolo Gregorio Martines, nominato caporale della Torre di Diso alias della Cala del Cubo con lettera del 25 agosto 1581 dell’allora Viceré Iuan de Zuniga, il 16 agosto 1586 rinuncia al caporalato a favore del connazionale Francesco Rois. Il motivo delle dimissioni proviene dall’odio e malevolenza di alcune persone che, istigate da animo diabolico, gli spararono un colpo di archibugio mentre andava a ritirare il suo stipendio nel Casale di Sanarica e poco mancò che non venisse ucciso; e, permanendo in codesto esercizio nel quale ha contratto capitali inimicizie, rischia la vita.”
Vittorio Faglia (1975) nel suo grande censimento delle torri costiere di Terra d’Otranto, cita l’esistenza di un documento risalente al 1777, secondo il quale la torre fosse custodita da un torriere interino che chiedeva un risarcimento. Questo presuppone che la torre svolgesse ancora la sua funzione sul finire del XVIII Secolo. Le notizie successive riguardo Torre Diso appaiono spesso confuse. La torre viene prima riportata distrutta all’inizio del XIX Secolo dalle truppe navali inglesi durante il periodo del Blocco Continentale napoleonico; viene poi censita in buone condizioni nel 1825 (lo confermano il Faglia e De Salve). Ne fece una ricognizione il Faglia nel suo censimento del 1975, ma negli anni ’80 il Cosi non fu in grado di individuarla e con il passare degli anni passò inosservata anche in successive pubblicazioni come quella di Ferrara del 2009.
La torre è quasi interamente crollata. Secondo il Faglia fu danneggiata verosimilmente dagli uomini (per le navi inglesi essa era abbastanza fuori tiro). Non si sa per certo cosa abbia causato tale deterioramento. In quale percentuale lo sfacelo sia dovuto all’incompetenza del progettista, alla disonestà dell’appaltatore (fenomeno esistente anche allora ed ampiamente provato per più di una costruzione) o al vandalismo e all’incuria dei posteri, è molto difficile determinarlo.
Nel 2020, ci sono stati degli sforzi da parte di alcuni cittadini, affinché l’amministrazione comunale si prendesse carico del rudere, in ottica di una possibile riqualifica. Potrebbero infatti esserci presto nuovi risvolti.

## Struttura
Torre Diso appartiene alla tipologia di torri tipiche del Regno, a base quadrata e corpo scarpato, forse a tre caditoie. Questa tipologia di torri, come detto, risale al periodo dell'Orden General di Pedro Afán de Ribera (1563). La sua struttura è ben distinguibile dalle poche fotografie risalenti alla seconda metà del ‘900. L’attuale rudere risulta ancor di più deteriorato soprattutto nel suo lato-mare che fino agli anni ‘90 poteva contare diversi metri di altezza in più.  Il rudere è stato a lungo minacciato dalla presenza di folta vegetazione, che con rami e radici rischiava di provocare danni irrimediabili, vista la situazione già critica.
Nel 1975, il Faglia riuscì ad individuare addirittura alcune caratteristiche della struttura interna della torre, oggi non più distinguibili. Scrisse infatti “all’interno si legge un inizio di volta e risega di appoggio (cisterna o locale sotterraneo)”. Torre Diso come ogni torre costiera della sua tipologia presentava una cisterna al piano terra ed un vano agibile al primo piano. Fu costruita con pietre irregolari ricavate dall’ambiente circostante e molto probabilmente nei suoi quattro angoli vi erano pietre regolari e squadrate come nella vicina Torre del Sasso, nel Comune di Tricase.